# White Pigeon (Michigan)
White Pigeon – wieś w Stanach Zjednoczonych, w stanie Michigan, w hrabstwie St. Joseph.